# Eosinopteryx
Eosinopteryx — вимерлий рід тероподових динозаврів, відомий у пізньому юрському періоді Китаю. Він містить один вид, Eosinopteryx brevipenna.